# Radhi Shenaishil
Radhi Shenaishil (en árabe: راضي شنيشل سوادي‎; Bagdad, Irak; 11 de agosto de 1966) es un exfutbolista y entrenador de fútbol de Irak que jugaba en la posición de defensa. Actualmente es el entrenador de Irak sub-23.

## Carrera

### Club
| Periodo   | Club              |
| --------- | ----------------- |
| 1982–1983 | Al-Quwa Al-Jawiya |
| 1983–1991 | Al-Zawraa         |
| 1991–1993 | Al-Quwa Al-Jawiya |
| 1993–1998 | Al-Gharafa SC     |
| 1998–1999 | Sharjah FC        |
| 1999–2001 | Al-Sadd SC        |
| 2001–2005 | Qatar SC          |
| 2005–2006 | Al-Quwa Al-Jawiya |

### Selección nacional
Jugó para Irak en 80 ocasiones de 1988 a 1999 y anotó seis goles, participó en los Juegos Olímpicos de Seúl 1988 y en la Copa Asiática 1996.

### Entrenador
| Periodo   | Club              |
| --------- | ----------------- |
| 2006–2007 | Al-Quwa Al-Jawiya |
| 2007-2008 | Al-Zawraa         |
| 2009      | Irak              |
| 2009-2010 | Al-Talaba SC      |
| 2010-2011 | Al-Zawraa         |
| 2011-2012 | Irak sub-23       |
| 2012-2014 | Al-Zawraa         |
| 2014-2015 | Qatar SC          |
| 2014–2015 | → Irak (cedido)   |
| 2016      | Al-Shorta SC      |
| 2016–2017 | Irak              |
| 2017–2018 | Al-Quwa Al-Jawiya |
| 2018-2020 | Naft Al-Wasat SC  |
| 2021      | Al-Zawraa         |
| 2021-2022 | Al-Quwa Al-Jawiya |
| 2022      | Irak              |
| 2022-     | Irak sub-23       |

## Logros

### Jugador

#### Club
- Iraqi Premier League: 1990-1991, 1991-1992
- Copa de Irak: 1981, 1982, 1989, 1990, 1991, 1992
- Al-Intisar Cup: 1984, 1986
- Arab Cooperation Council Championship: 1989
- Copa del Emir de Catar: 1995, 1996, 1997, 1998, 2000
- Liga de fútbol de Catar: 1997/1998, 1999/2000, 2002/2003
- Copa del Jeque Jassem : 2000, 2002, 2004

### Club
- Liga Premier de Irak: 2010–11